# ファランクス (バンド)
ファランクス（Phalanx）は、ギタリストのジェームス・ブラッド・ウルマー、ドラマーのラシッド・アリ、テナーサックス奏者のジョージ・アダムス、ベーシストのシローネをフィーチャーしたジャズ・カルテット。彼らは『Got Something Good for You』（1986年）、『オリジナル・フェイランクス』（1987年）、『イン・タッチ』（1988年）という3枚のアルバムをリリースした。彼らは「流行とともに姿を消した、限定目的（アドホック）のスーパーグループ」と評されてきた。
このカルテットは1980年代以降に消えたと言われているが、1991年に自然史博物館で公演を行っている。

## ディスコグラフィ

### アルバム
- Got Something Good for You (1986年、Moers Music)
- 『オリジナル・フェイランクス』 - Original Phalanx (1987年、DIW)
- 『イン・タッチ』 - In Touch (1988年、DIW)
- Phalanx Live (2013年、American Revelation Music) ※1986年ライブ録音